# 蒙特利爾大學站
蒙特利爾大學站（法語：Station Université-de-Montréal）位於加拿大魁北克省蒙特利爾市，是蒙特利爾地鐵5號線的車站。

## 外部連結
- （法文）（英文）蒙特利爾交通局：蒙特利爾大學站 （页面存档备份，存于）（英文） （页面存档备份，存于）
- （法文）（英文）：蒙特利爾大學站 （页面存档备份，存于）（英文） （页面存档备份，存于），含有蒙特利爾大學的資訊、歷史、車站結構與藝術品資料。